# Fase de classificació de la Copa d'Àfrica de Nacions 1965
Fase de classificació de la Copa d'Àfrica de Nacions de futbol de l'any 1965. No es coneixen tots els partits d'aquesta fase de classificació. Sembla que es crearen dos grups, d'on es classificaren Etiòpia i Egipte, d'un costat, i el Senegal i Costa d'Ivori, de l'altre.
- Ghana classificat com a campió anterior.
- Tunísia classificat com a organitzador.

## Fase de grups

### Zona 1
Egipte qualificat automàticament després que tant Marroc com Nigèria es retiressin. Egipte més tard també es va retirar a causa del deteriorament de les seves relacions diplomàtiques amb Tunísia després d'un discurs a Jericó del president tunisià Bourguiba, qui va demanar als països àrabs que reconeguessin Israel. El seu lloc fou ocupat per Congo-Léopoldville.

### Zona 2
El partit a Nairobi entre Kenya i Etiòpia es va adjudicar com una victòria per 0-2, després que Etiòpia presentés una protesta davant la Confederació Africana de Futbol (CAF) perquè Kenya havia enviat dos jugadors (Moses Wabwayi i Stephen Baraza) que no eren elegibles perquè havien representat Uganda anteriorment. El veredicte va permetre a Etiòpia classificar-se per davant del Sudan. La CAF també va suspendre els dos jugadors durant un any (a partir de setembre de 1964) després que Uganda protestés que encara estaven registrats a la seva Federació i no havien rebut transferències oficials. Kenya va argumentar en contra de la sentència i va enviar documents per demostrar que els dos eren ciutadans kenyans, havent nascut a Kenya.
Error de Lua a Mòdul:Sports_table/sub a la línia 10: attempt to concatenate local 'text' (a nil value).
| Kenya              | 0–2 | Etiòpia      |
| ------------------ | --- | ------------ |
| · Madegwa 47', 85' |     | Fish · Worku |

 Nairobi
| Uganda      | 1–2 | Etiòpia                    |
| ----------- | --- | -------------------------- |
| Kitonsa 63' |     | Wolde 47' · I. Vassalo 87' |

 Kampala
| Kenya                        | 3–0 | Uganda |
| ---------------------------- | --- | ------ |
| Chege 24', 89' · Madegwa 27' |     |        |

 Nairobi
| Etiòpia   | 2–0 | Uganda |
| --------- | --- | ------ |
| Wolde 14' |     |        |

 Addis Ababa
| Uganda                       | 3–1 | Kenya            |
| ---------------------------- | --- | ---------------- |
| Kitonsa 65', 88' · Oundo 67' |     | Breik 35' (pen.) |

 Kampala
| Sudan                   | 2–1 | Etiòpia |
| ----------------------- | --- | ------- |
| Hasabu Al-Kabeer · Jaxa |     | Worku   |

 Khartoum
| Etiòpia                 | 2–1 | Kenya       |
| ----------------------- | --- | ----------- |
| Vassalo 47' · Worku 61' |     | Madegwa 59' |

 Addis Ababa
| Sudan          | 4–2 | Kenya                 |
| -------------- | --- | --------------------- |
| ?' 40' 65' 78' |     | Madegwa · Rabuogi 50' |

 Khartoum
| Etiòpia   | 1–0 | Sudan |
| --------- | --- | ----- |
| Wolde 56' |     |       |

 Addis Ababa
| Kenya         | 1–1 | Sudan                |
| ------------- | --- | -------------------- |
| Nicodemus 81' |     | Mustafa Shaweish 68' |

 Nairobi
| Uganda      | 1–3 | Sudan                      |
| ----------- | --- | -------------------------- |
| Kitonsa 72' |     | Jaxa 4', 75' · Jagdoul 37' |

 Kampala
| Sudan | 4–1 | Uganda |
| ----- | --- | ------ |
|       |     |        |

 Khartoum

### Zona 3
Error de Lua a Mòdul:Sports_table/sub a la línia 10: attempt to concatenate local 'text' (a nil value).
| Costa d'Ivori          | 2–0 | Congo-Léopoldville |
| ---------------------- | --- | ------------------ |
| Déhi 69' · Bléziri 80' |     |                    |

 Abidjan
| Libèria | 0–1 | Costa d'Ivori |
| ------- | --- | ------------- |
|         |     |               |

 Monròvia
| Libèria | 2–1 | Congo-Léopoldville |
| ------- | --- | ------------------ |
|         |     |                    |

 Monròvia
| Congo-Léopoldville | 4–2 | Costa d'Ivori |
| ------------------ | --- | ------------- |
|                    |     |               |

 Kinshasa
| Congo-Léopoldville | 3–2 | Libèria |
| ------------------ | --- | ------- |
|                    |     |         |

 Kinshasa
| Costa d'Ivori | 4-0 | Libèria |
| ------------- | --- | ------- |
|               |     |         |

 Abidjan

### Zona 4
Error de Lua a Mòdul:Sports_table/sub a la línia 10: attempt to concatenate local 'text' (a nil value).
| Senegal | 2–0 | Guinea |
| ------- | --- | ------ |
|         |     |        |

 Stade Demba Diop, Dakar
| Guinea                  | 3–1 | Senegal |
| ----------------------- | --- | ------- |
| Kandia · Souleymane · ? |     | Gol     |

 Stade du 28 Septembre, Conakry
| Mali | 0–2 | Senegal |
| ---- | --- | ------- |
|      |     |         |

 Bamako
| Senegal | 3–1 | Mali |
| ------- | --- | ---- |
|         |     |      |

 Stade Demba Diop, Dakar
| Mali | 2–1 | Guinea |
| ---- | --- | ------ |
|      |     |        |

 Bamako
| Guinea | 2–1 | Mali |
| ------ | --- | ---- |
|        |     |      |

 Stade du 28 Septembre, Conakry

## Equips classificats
Els 6 equips classificats foren:
- Congo-Léopoldville
- Etiòpia
- Ghana (vigent campió)
- Costa d'Ivori
- Senegal
- Tunísia (seu)